# Akamatsu Mitsusuke
Akamatsu Mitsusuke (en japonés, 赤松 満祐; 1381 - 25 de septiembre de 1441) fue un samurái del clan Akamatsu que vivió durante el período Muromachi, famoso por haber asesinado en 1441 a Ashikaga Yoshinori, líder del shogunato Ashikaga, provocando la contienda de Kakitsu que terminó con su muerte por seppuku (aunque algunas fuentes alegan que fue ejecutado).

## Historia
Los Akamatsu fueron una familia poderosa del período Muromachi desde los tiempos de Akamatsu Norimura, cuyas acciones y proceder le ganaron gran prestigio. Aunque al principio partidario de Go-Daigo en la Restauración Kemmu, cambió de bando para luchar del lado de Ashikaga. Tras el establecimiento del Shogunato Ashikaga en 1336 le fue concedida la gobernación de Harima, y ya en tiempo del tercer shōgun  Ashikaga, Yoshimitsu, los Akamatsu eran shugo de Harima, Bizem y Mimasaka, y una de cuatro familias representadas en el samurai-dokoro (consejo del shogunato). La adición de Mimasaka en 1391 a sus posesiones les valió el resentimiento del clan Yamana, hasta entonces señores del feudo, un patrón que fue repitiéndose con otros clanes mientras iban acumulando títulos y abundantes recompensas.
Tras la muerte de Akamatsu Norimura, el clan Akamatsu empezó a verse dividido en dos ramas enfrentadas por la sucesión, una siendo el linaje fundado por el hermano de Norimura y la otra el de sus descendientes directos. Akamatsu Mitsusuke pertenecería a la primera, siendo él y sus predecesores considerados legítimos herederos de Norimura, aunque no a ojos de sus rivales dentro y fuera de la familia.
En 1408 el shōgun Yoshimitsu murió, siendo heredado por Yoshimochi, quien gobernaría durante dos décadas (hasta 1428). Unos años tras el comienzo de su mandato, Yoshimochi decidió sustituir al poderoso shugo de los Akamatsu, Mitsusuke, con un familiar lejano de este, miembro de la otra rama Akamatsu, quien era uno de sus hombres favoritos y posiblemente su amante, Akamatsu Mochisada. No aceptando su destino, Mitsusuke partió de la corte de Kioto en 1427 (tras haber quemado sus posesiones en la ciudad) hacia Mimasaka, atrincherándose en el feudo que más representaba el poder de su clan (y feudo tradicional de los Yamana). Otras fuentes alegan que fue Harima donde defendió su posición, mientras que Mimasaka y Bizem fueron regalados por el furioso Yoshimochi al padre de Mochisada, 
Considerándolo acto de traición, Yoshimochi llamó a sus ejércitos, pero la situación se volvió embarazosa para el shōgun, quien no logró justificar ante sus comandantes una guerra contra el shugo legítimo de los Akamatsu, por lo que más allá de pequeñas escaramuzas no respaldaron el plan de ataque. Como consecuencia, y para salvar la cara de su amo, Mochisada se suicidó (de nuevo existe una disconformidad acerca de su muerte, si por seppuku o siendo cruelmente ejecutado por orden del shōgun por sus "malas influencias" y adulterio), mientras que Mitsusuke tomó los hábitos y se retiró a un convento.
Menos de un año después, en 1428, Yoshimochi murió y Mitsusuke volvió a Kioto. La historia parecía repetirse bajo el mandato del nuevo shōgun, Yoshinori, hermano del difunto Yoshimochi, ya que este también decidió sustituirle como shugo por un familiar suyo (de acuerdo con los rumores también un amante del shōgun), un tal Akamasu Sadamura. Yoshinori, quien adoptó este nombre tras la toma de posesión del cargo, habiendo sido elegido shōgun por sorteo mientras ejercía de monje (ya que el mayor de los hermanos y heredero natural había fallecido), era de joven amigo de Mitsusuke pero también un hombre desconfiado, una característica que fue a peor conforme pasaban los 13 años de su mandato, durante el cual habían sido desterrados o asesinados numerosos daimios, mientras que otros escapaban uniéndose a sus enemigos.

### Asesinato delshōgun
Los rumores sobre la sustitución de Mitsusuke como cabeza del clan (hay quien dice que Yoshinori pensaba hacerlo solo tras el retiro de este, otros alegan que iba a forzarle a retirarse) llevaron a Mitsusuke a optar esta vez por una reacción más radical que la anterior. Aprovechando el retorno del shōgun de la campaña contra los Yûki en la provincia de Hitachi, Mitsusuke invitó a este a una gran celebración por su triunfo en su residencia de Kioto. 
Durante los bailes en los jardines de la hacienda, unos caballos sueltos (que habían sido ahuyentados de sus establos por colaboradores de Mitsusuke) causaron gran tumulto entre los invitados, aprovechándose el momento para asesinar al shōgun. Los miembros de la familia Akamatsu representados en la fiesta partieron hacia sus respectivas haciendas y provincias inmediatamente después del suceso, mientras que los demás colaboradores de Mitsusuke se enfrentaron a los tenientes del shōgun asesinado, habiendo muerto algunos de los grandes nombres del shogunato esta noche. Según cuenta la leyenda, la cabeza del shōgun fue enviada a un monje Zen 7 días después del asesinato, quien la llevó a la capital para ser sepultada con honores.

### Contienda de Kakitsu y muerte de Mitsusuke
Los acontecimientos que tuvieron lugar a partir de este momento y hasta la muerte de Akamatsu Mitsusuke se conocen en la cultura popular como Contienda de Kakitsu. El efecto del asesinato del shōgun fue importante en dos aspectos: Supuso el fin de unos de los clanes más exitosos del Japón de la época (Akamatsu), y puso en evidencia la debilidad de la dinastía Ashikaga, que desbocaría pocos años después en la Guerra de Ônin.
El día siguiente al asesinato, los daimios aseguraron la sucesión protegiendo al hijo y heredero de Yoshinori, Yoshikatsu. En los próximos días se reunieron tres ejércitos, atrayendo a combatientes de territorios correspondientes a los clanes Yamana, Hosokawa y Hatakeyama. Acampados a las afueras de los territorios de los Akamatsu, sobre todo Harima, en donde se encontraba Mitsusuke, no consiguieron avanzar y perdieron el primer intento de asalto. Tampoco habían contado con el visto bueno del emperador (entonces una figura más bien representativa) hasta entrado el octavo mes de la contienda. En este punto, quedando claro que los otros ejércitos no se disponían a avanzar, el comandante del ejército de los Yamana, Yamana Norikiyo (más tarde conocido como Yamana Sōzen), dio a sus hombres la orden de avance sin contar con los demás.
Los Yamana llegarían a ganar la batalla, y con ella la contienda. Mitsusuke, su hijo y algunos de sus hombres se suicidaron para salvaguardar su honor ante una derrota clara y un futuro vergonzoso para los suyos. Los Yamana se quedaron con todos los feudos de los Akamatsu (habiendo recuperado su añorada Mimasaka), acumulando posesiones y gran poder, que luego sería clave den los acontecimientos que desencadenarían la Guerra de Ônin y el fin de la estabilidad feudal.